# Balistapus undulatus

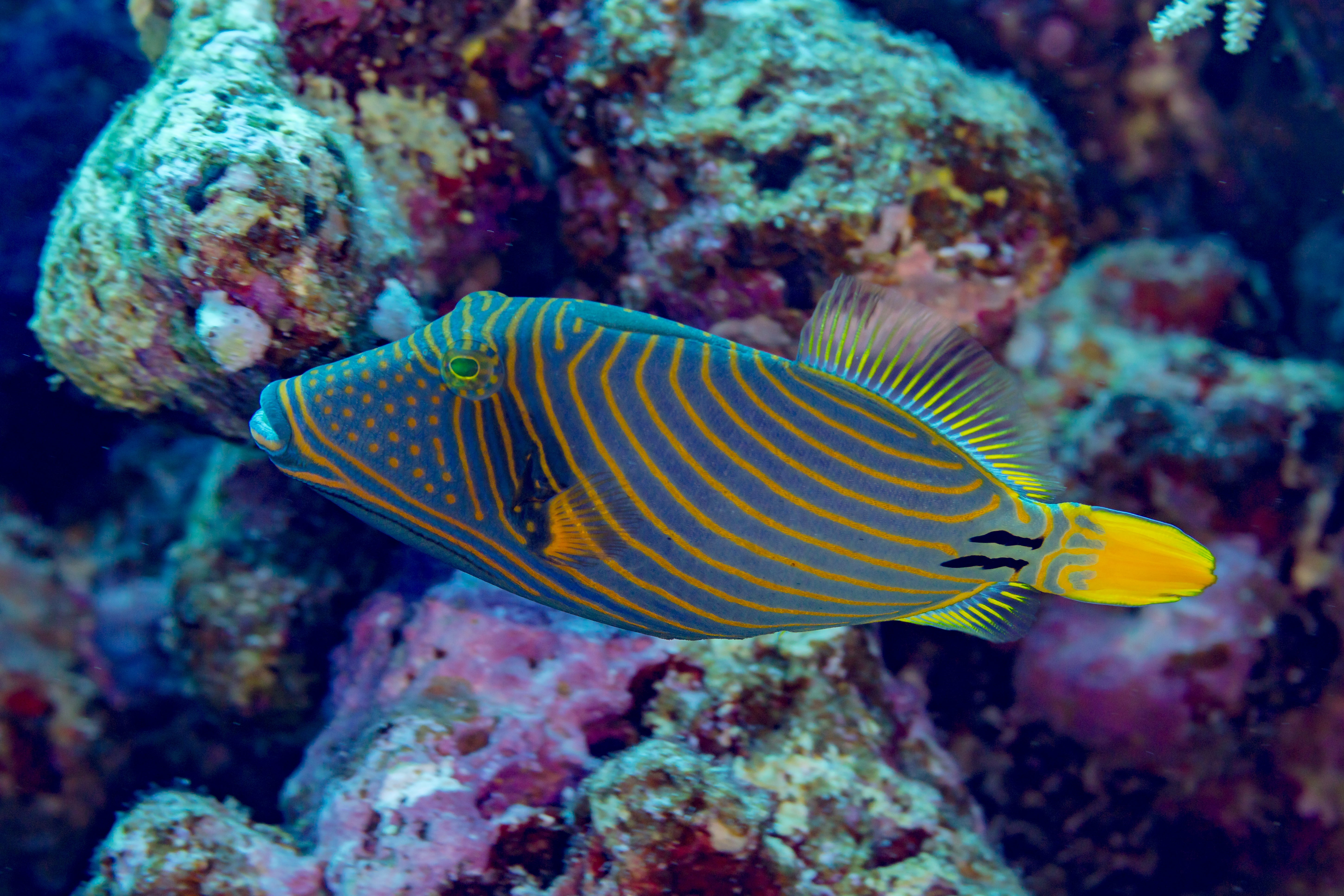
Ejemplar en el mar Rojo.

Balistapus undulatus es una especie de peces de la familia Balistidae en el orden de los Tetraodontiformes.

## Morfología
Los machos pueden llegar alcanzar los 30 cm de longitud total.

## Distribución geográfica
Se encuentra desde las  costas del Mar Rojo hasta las de KwaZulu-Natal (Sudáfrica), las Islas Marquesas, las
Tuamotu, sur del Japón, Nueva Caledonia y el sur de la Gran Barrera de Coral.